# Jon Snodgrass
Jon Snodgrass is een Amerikaanse muzikant afkomstig uit St. Joseph. Hij speelt onder andere in de bands Scorpios, Armchair Martian en Drag the River. Daarnaast heeft Snodgrass werk geleverd als solo-muzikant en met bands en andere singer-songwriters.

## Carrière
Snodgrass werd geboren te St. Joseph in Missouri en verhuisde later naar Fort Collins in Colorado. Hier richtte hij in 1993 de punkband Armchair Martian op. In 1996 begon Snodgrass samen met Chad Price, zanger van de band All, onder de naam Drag the River op te treden. Sindsdien is Snodgrass bij beide bands actief gebleven en heeft hij met deze bands meerdere platen uitgegeven. In 2011 richtte hij samen met Tony Sly, Joey Cape en Brian Wahlstrom de supergroep band Scorpios op.
Naast zijn werk als gitarist en zanger in bands heeft hij ook aan diverse projecten gewerkt samen met andere artiesten en bands, zoals Descendents, Joey Cape, Lagwagon, Bad Astronaut, Frank Turner, Chuck Ragan, Tim McIlirath en andere acts. Snodgrass heeft daarnaast ook solo muziek gemaakt en uitgegeven,

## Beknopte discografie

### Met band
| Jaar | Titel                      | Band             |
| ---- | -------------------------- | ---------------- |
| 1996 | Armchair Martian           | Armchair Martian |
| 1999 | Hang, On Ted               | Armchair Martian |
| 2000 | Hobo's Demos               | Drag the River   |
| 2002 | Who Wants to Play Bass?    | Armchair Martian |
| 2002 | Closed                     | Drag the River   |
| 2004 | Chicken Demos              | Drag the River   |
| 2006 | Está Loco                  | Drag the River   |
| 2007 | Gabba Gabba Hey Buddies... | Drag the River   |
| 2008 | You Can't Live This Way    | Drag the River   |
| 2010 | 2010 Demons                | Drag the River   |
| 2011 | Scorpios                   | Scorpios         |
| 2013 | Drag the River             | Drag the River   |
| 2017 | One Week Record            | Scorpios         |

### Solo
| Jaar | Titel                     | Opmerkingen                 |
| ---- | ------------------------- | --------------------------- |
| 2009 | Visitor's Band            |                             |
| 2010 | Buddies                   | splitalbum met Frank Turner |
| 2010 | Liverbirds                | splitalbum met Joey Cape    |
| 2011 | Five-State Record         |                             |
| 2020 | Tace                      |                             |
| 2020 | Buddies II: Still Buddies | splitalbum met Frank Turner |